# 美利堅聯盟國臨時國會
聯盟國臨時國會（英語：Provisional Congress of the Confederate States），或稱美利堅聯盟國臨時國會（英語：Provisional Congress of the Confederate States of America），是美國南部建立的美利堅聯盟國臨時政府之議員和代表組成的會議，自1861年2月4日成立，1862年2月17日解散。國會最初設於阿拉巴馬州蒙哥马利，直至1861年5月20日結束休會；1861年7月20日復會後國會改設於维吉尼亚州里士满。1861年11月6日，其他州份分裂並舉行選舉，增加了新議席。

## 第一次會議
臨時國會第一次會期自1861年2月4日到1861年3月16日在蒙哥馬利舉行，議員來自阿拉巴馬州、佛羅里達州、喬治亞州、路易斯安那州、密西西比州、南卡羅來納州和德克薩斯州。會期內草擬了臨時憲法並成立政府，並挑選密西西比州的傑佛遜·戴維斯與喬治亞州的亞歷山大·H·史蒂芬斯出任美利堅聯盟國總統和副總統。

## 第二次會議
臨時國會第二次會議自1861年4月29日到1861年5月21日在蒙哥馬利舉行，議員來自阿拉巴馬州、佛羅里達州、喬治亞州、路易斯安那州、密西西比州、南卡羅來納州、德克薩斯州、維吉尼亞州和阿肯色州。

## 第三次會議
臨時國會第三次會議自1861年7月20日到1861年8月31日在里士满舉行，議員來自阿拉巴馬州、佛羅里達州、喬治亞州、路易斯安那州、密西西比州、南卡羅來納州、德克薩斯州、維吉尼亞州、阿肯色州、北卡羅來納州及田納西州。

## 第四次會議
臨時國會第四次會議於1861年9月3日在里士满舉行，議員來自阿拉巴馬州、佛羅里達州、喬治亞州、路易斯安那州、密西西比州、南卡羅來納州、德克薩斯州、維吉尼亞州、阿肯色州、北卡羅來納州及田納西州。

## 第五次會議
臨時國會第五次會議自1861年11月18日到1862年2月17日在里士满舉行議員來自阿拉巴馬州、佛羅里達州、喬治亞州、路易斯安那州、密西西比州、南卡羅來納州、德克薩斯州、維吉尼亞州、阿肯色州、北卡羅來納州、田納西州、密蘇里州及肯塔基州；另有來自亞利桑那領地的無投票權代表。

## 制憲會議
制憲會議自1861年2月28日到1861年3月11日在蒙哥馬利舉行。

## 領導
- 議長：豪厄尔·科布

## 成員

### 議員
前七個分裂州份的代表組成了前兩屆會議議員。
阿拉巴馬州
- 威廉·帕里什·奇爾頓（英语：William Parish Chilton）
- 雅比斯·拉馬爾·門羅·科里（英语：Jabez Lamar Monroe Curry）
- 托馬斯·菲恩（英语：Thomas Fearn）（第一次會議後於1861年3月16日辭職）
  - 小尼古拉斯·戴維斯（英语：Nicholas Davis, Jr.）（1861年4月29日當選填補其空缺）
- 史蒂芬·F·黑爾（英语：Stephen F. Hale）
- 大衛·P·劉易斯（英语：David P. Lewis）（第一次會議後於1861年3月16日辭職）
  - 亨利·考克斯·瓊斯（英语：Henry Cox Jones）（1861年4月29日當選填補其空缺）
- 科林·J·麥克雷（英语：Colin J. McRae）
- 約翰·吉爾·肖特（英语：John Gill Shorter）（1861年11月辭職）
  - 科尼利厄斯·羅賓遜（英语：Cornelius Robinson）（1861年4月29日當選填補其空缺，1862年1月24日辭職）
- 羅伯特·哈迪·史密斯（英语：Robert Hardy Smith）
- 理查德·王爾德·沃克（英语：Richard Wilde Walker）

佛羅里達州
- 詹姆斯·帕頓·安德森（英语：James Patton Anderson）（1861年4月8日辭職）
  - 喬治·塔利費羅·沃德（英语：George Taliaferro Ward）（1861年5月2日當選填補其空缺，1862年2月5日辭職）
  - 約翰·皮塞·桑德森（英语：John Pease Sanderson）（1862年2月52日獲任命填補其空缺）
- 傑克遜·莫頓（英语：Jackson Morton）
- 詹姆斯·拜拉姆·歐文斯

喬治亞州
- 弗朗西斯·S·巴托（英语：Francis S. Bartow）（1861年7月21日於第一次馬納沙斯之役被殺）
  - 托馬斯·馬什·福爾曼（英语：Thomas Marsh Forman）（1861年8月7日獲任命填補其空缺）
- 豪厄尔·科布
- 托馬斯·里德·羅茨·科布（英语：Thomas Reade Rootes Cobb）
- 馬丁·詹金斯·克勞福德（英语：Martin Jenkins Crawford）
- 本傑明·哈維·希爾（英语：Benjamin Harvey Hill）
- 奧古斯都·霍姆斯·肯南（英语：Augustus Holmes Kenan）
- 葉夫根尼·阿里斯蒂德·尼斯貝特（英语：Eugenius Aristides Nisbet）（1861年12月10日辭職）
  - 老內森·亨利·貝斯（英语：Nathan Henry Bass, Sr.）（1862年1月14日獲任命填補其空缺）
- 亞歷山大·H·史蒂芬斯
- 羅伯特·托姆斯（英语：Robert Toombs）
- 奧古斯都·羅馬爾多·賴特（英语：Augustus Romaldus Wright）

路易斯安那州
- 查爾斯·馬吉爾·康拉德（英语：Charles Magill Conrad）
- 亞歷山大·艾蒂安·德克盧埃（英语：Alexandre Etienne de Clouet）
- 鄧肯·F·肯納（英语：Duncan F. Kenner）
- 亨利·馬歇爾（英语：Henry Marshall (politician)）
- 小約翰·珀金斯（英语：John Perkins Jr.）
- 愛德華·斯派羅（英语：Edward Sparrow）

密西西比州
- 威廉·S·巴里（英语：William S. Barry）
- 沃克·布魯克（英语：Walker Brooke）
- 約西亞·阿比蓋爾·帕特森·坎貝爾（英语：Josiah Abigail Patterson Campbell）
- 亞歷山大·莫斯比·克萊頓（英语：Alexander Mosby Clayton）（1861年5月11日辭職）
  - 亞歷山大·布萊克本·布拉德福德（英语：Alexander Blackburn Bradford）（1861年12月5日當選填補其空缺）
- 威利·P·哈里斯（英语：Wiley P. Harris）
- 詹姆斯·托馬斯·哈里森（英语：James Thomas Harrison）
- 威廉·悉尼·威爾遜（英语：William Sydney Wilson）（第一次會議後於1861年3月16日辭職）
  - 傑·阿馬齊亞·奧爾（英语：Jehu Amaziah Orr）（1861年4月29日當選填補其空缺）

南卡羅來納州
- 羅伯特·伍德沃德·巴恩韋爾（英语：Robert Woodward Barnwell）
- 威廉·沃爾斯·博伊斯（英语：William Waters Boyce）
- 小詹姆斯·切斯頓（英语：James Chesnut Jr.）
- 勞倫斯·M·凱特（英语：Laurence M. Keitt）
- 克里斯托弗·梅明格
- 威廉·波切·邁爾斯（英语：William Porcher Miles）
- 羅伯特·瑞特（英语：Robert Rhett）
- 托馬斯·傑斐遜·威瑟斯（英语：Thomas Jefferson Withers）（第二次會議後於1861年5月21日辭職）
  - 詹姆斯·勞倫斯·奧爾（英语：James Lawrence Orr）（1862年2月17日獲任命填補其空缺）

德克薩斯州
- 約翰·格雷格（英语：John Gregg (CSA)）
- 約翰·海菲爾（英语：John Hemphill (senator)）（1862年1月4日逝世）
- 威廉·貝克·奧柴爾特里（英语：William Beck Ochiltree）
- 老威廉·辛普森·奧爾德姆（英语：William Simpson Oldham Sr.）
- 約翰·亨寧格·里根（英语：John Henninger Reagan）
- 托馬斯·內維爾·沃爾（英语：Thomas Neville Waul）
- 路易斯·威福爾（英语：Louis Wigfall）

### 代表
桑特堡戰役後加入聯盟國州份成員的是與會代表。
| 阿肯色州 - 奧古斯塔斯·希爾·加蘭 - 羅伯特·沃德·約翰遜 - 艾伯特·魯斯特 - 休·法蘭奇·托馬森 - 威廉·維特·沃特金斯 肯塔基州 - 亨利·科尼利厄斯·伯内特 - 西奧多·羅格朗·伯內特 - 約翰·米爾頓·埃利奧特 - 喬治·華盛頓·尤因 - 塞繆爾·霍華德·福特 - 喬治·貝爾德·霍奇 - 托馬斯·約翰遜 - 托馬斯·貝蒙門羅 - 約翰·J·托馬斯 - 丹尼爾·普賴斯·懷特 密蘇里州 - 卡斯帕·威斯塔·貝爾 - 約翰·布洛克·克拉克 - 艾倫·H·康羅 - 老威廉·莫迪凱·庫克 - 托馬斯·W·弗里曼 - 托馬斯·亞歷山大·哈里斯 - 羅伯特·路德維爾·雅特·佩頓 - 喬治·格雷厄姆·維斯特 - 當選代表海耶爾（從未就任） 北卡羅來納州 - 威廉·維特斯蒂爾·艾弗里 - 弗朗西斯·伯頓·克雷格 - 艾倫·特納·戴維森 - 喬治·戴維斯 - 托馬斯·戴維·史密斯·麥克道爾 - 约翰·莫特利·莫尔黑德 - 理查德·克勞塞爾·珀耶爾 - 托馬斯·哈特·拉芬 - 威廉·內森·哈雷爾·史密斯 - 亞伯拉罕·沃特金斯·維納布爾 | 田納西州 - 約翰·德維特·克林頓·阿特金斯 - 羅伯特·L·卡魯瑟 - 大衛·馬尼·柯林 - 威廉·亨利·德威特 - 約翰·福特·豪斯 - 托馬斯·麥基西克·瓊斯 - 詹姆斯·休斯頓·托馬斯 維吉尼亞州 - 托馬斯·S·博克克 - 亞歷山大·博特勒 - 約翰·懷特·布羅肯堡 - 基登·D·卡姆登（1861年6月辭職） - 羅伯特·M·T·亨特 - 羅伯特·約翰斯頓 - 威廉·漢密爾頓·麥克法蘭德 - 詹姆斯·默里·梅森 - 沃爾特·普雷斯頓 - 威廉·巴拉德·普雷斯頓 - 羅傑·阿特金森·普賴爾 - 威廉·卡貝爾·里夫斯 - 查爾斯·威爾斯·羅素 - 羅伯特·伊登·斯科特 - 詹姆斯·塞德登 - 沃勒·雷德·斯台普斯 - 约翰·泰勒（1862年1月18日逝世） 亞利桑那領地 - 格朗維勒·亨德森·歐利 |

## 備註
1. 1 2  Voorhees & Bok 1983，第683頁
2. 1 2 3 4 5 6  S. Doc. No. 234, 58th Cong., 2nd Sess. 1904，第5頁.
3. ↑  S. Doc. No. 234, 58th Cong., 2nd Sess. 1904，第7頁.
4. ↑  S. Doc. No. 234, 58th Cong., 2nd Sess. 1904，第60, 92頁.
5. ↑  S. Doc. No. 234, 58th Cong., 2nd Sess. 1904，第193頁.
6. ↑  S. Doc. No. 234, 58th Cong., 2nd Sess. 1904，第244頁.
7. ↑  S. Doc. No. 234, 58th Cong., 2nd Sess. 1904，第271頁.
8. ↑  S. Doc. No. 234, 58th Cong., 2nd Sess. 1904，第337頁.
9. ↑  S. Doc. No. 234, 58th Cong., 2nd Sess. 1904，第510頁.
10. ↑  S. Doc. No. 234, 58th Cong., 2nd Sess. 1904，第574頁.
11. ↑  S. Doc. No. 234, 58th Cong., 2nd Sess. 1904，第701頁.
12. ↑  Thomas, Emory M., The Confederate State of Richmond: A Biography of the Capital, Louisiana State Univ. Press, 1998, pg. 32

## 延伸閱讀
- Beers, Henry Putney. . . Washington: National Archives and Records Administration. 1986: 9–35 [1st pub. Government Printing Office: 1968]. ISBN 0-911333-18-5. LCCN 86008362. OCLC 13425465. OL 2715333M.
- Confederate States of America. . Montgomery, Ala.: Shorter & Reid. 1861. LCCN 44014587. OL 24392168M.
- Confederate States of America. . Richmond: Tyler, Wise & Allegre. 1861. OL 24601308M.
- Confederate States of America. Matthews, James M. , 编. . Richmond: R. M. Smith. 1864. LCCN 06012179.
- Davis, William C. . . New York: The Free Press. 2002: 55–84. ISBN 0-684-86585-8. OCLC 48711345.
- Martis, Kenneth C. . . Gyula Pauer, Cartographer. New York: Simon & Schuster. 1994: 7–13. ISBN 0-13-389115-1.